# Rolf Agop
Pour les articles homonymes, voir Agop.
Rolf Agop (né le 11 juin 1908 à Munich - décédé le 15 octobre 1998 à Hilchenbach) est un chef d'orchestre et un pédagogue allemand.

## Biographie
Après des études de musique à Munich, Rolf Agop a d'abord travaillé pour le Bayerische Landesbühne, un théâtre itinérant, puis pendant trois ans comme chef d'orchestre et chef de chœur au Kärntner Grenzland-Theater à Klagenfurt. De 1945 à 1948 il a été chef d'orchestre à l'Opéra de Nuremberg.
En 1949 Agop a enseigné la direction à la Hochschule für Musik Detmold. De 1950 à 1952 il a été le chef principal du Nordwestdeutsche Philharmonie. Il a été ensuite directeur général de la musique du Dortmunder Philharmoniker. De 1962 à 1964 il a dirigé l'Orchestre symphonique de Malmö, et de 1962 à 1976 le Siegerlandorchester, plus tard appelé Orchestre philharmonique de Westphalie-du-Sud (de).